# Сотирис Христидис
Сотирис Христидис (на гръцки: Σωτήρης Χρηστίδης) е виден гръцки художник, литограф и илюстратор.

## Биография
Христидис е роден в 1858 година в големия македонски град Солун, тогава в Османската империя. На 20 години заминава да учи в Атинския медицински институт, а след това в Националната мецовска политехника, но изоставяйки обучението си започва да работи като чертожник във фирма, добиваща руда в град Лаврио. В този период се запознава с Карол Хаупт (1866 – 1937), от когото получава първите си умения по литография и с Драко (Димитриос) Пападимитриу (1859 – 1940), под чието ръководство Сотирис прави първите си стъпки като илюстратор.
В 1904 година Сотирис окончателно се установява в Атина със семейството си, където отваря художествено-литографическо ателие. От Балканската война нататък гръцките военни действия стават основен мотив в творбите на Христидис. След войните Христидис е забравен и работи основно като илюстратор. Критикът Д. Капсалис пише за Христидис:
| „ | Литогрфиите на Христидис служеха като репортаж. Фотографията не можеше да завладее народната фантазия. Цветната литография впечатляваше народа повече, отколкото фотографията. | “ |

В художествените кръгове се възражда интересът към литографиите и другите творби на Христидис чак в 1938 година след изложбата „Изкуството на гръцката традиция“, организирана от художника Димитрис Пикионис.
Умира в Атина в 1940 година.

## Галерия
- Галерия с творби на Сотирис Христидис
- Капитулациата на османския командир Хасан Тахсин паша на Солун пред Константинос I в 1912 г.
- Литография на Константинос I
- Литография на погребението на Георгиос I на 20 март 1913 г.
- Литография на Битката при Лахна